# Yann Le Pichon
Pour les articles homonymes, voir Le Pichon.
Yann Le Pichon, né le 25 juin 1934 au Vietnam, est un historien et critique d'art français.

## Œuvre
Légataire universel du Douanier Rousseau  dont il est un des experts internationaux, Yann Le Pichon est l'auteur du livre Le Monde du Douanier Rousseau édité en 1981 et réédité en 2010.
Il a aussi consacré une monographie en trois tomes à Bernard Buffet, avec l'aide de Maurice Garnier, son galeriste.
Il est membre fondateur de l'association La Mémoire des lieux.

## Accusation de viol
Il est accusé de viol et d'attouchement sur mineur ayant eu lieu dans les années 1990. Il ne nie pas les faits mais au contraire les considères comme une « preuve d'amour ». Les faits sont prescrits et aucune plainte n'a donc été déposée. 

## Publications
- Le Monde du Douanier Rousseau, 1981  (ISBN 2221503082), réédité en 2010  (ISBN 978-2-271-07043-2)
- Bernard Conte, Éditions Junes et Fils, 1981.
- Le Mystère du couronnement de la Vierge, 1982  (ISBN 978-2221010617)
- Des soldats et des hommes, 1984  (ISBN 978-2700304909)
- Bernard Buffet, 3 tomes ; tomes 1 et 2, 1986 (ISBN 2-900973-01-7) édité erroné (ISBN 2-900973-02-7) édité erroné (BNF 34880278) ; tome 3 (1982-1999), 2007  (ISBN 2-900973-28-7)
- Roland Lefranc - Franchise et franchissements, Draeger, 1990.
- Guerre éclair dans le Golfe, J-C. Lattès, 1991.
- La Jeanne d'Arc (avec Michel Bez), Lavauzelle, 1994.
- L'Aventure de l'art au XXe siècle  (ISBN 978-2842771812)
- Les grands peintres du XXe siècle, avec Jean-Louis Ferrier, édition Le Chêne, 2 novembre 2006[4]

## Distinctions
- Prix Élie-Faure en 1983, 1986 et 1993
- Prix du maréchal Foch 1985 de l'Académie française pour 1902-1962, Des soldats et des hommes